# Prix de Bourgogne
Prix de Bourgogne, även kallat Prix Bourgogne, är ett årligt travlopp för 4-10-åriga varmblod som körs på Vincennesbanan i Paris i Frankrike vid årsskiftet under det franska vintermeetinget. Det är ett Grupp 2-lopp, det vill säga ett lopp av näst högsta internationella klass. Loppet körs över distansen 2100 meter. Förstapris i loppet är 54 000 euro.
Loppet är det tredje av de fyra B-loppen som körs inför Prix d'Amérique varje år. Utöver Prix de Bourgogne körs Prix de Bretagne, Prix du Bourbonnais och Prix de Belgique. De tre främst placerade hästarna i respektive lopp får en inbjudan till att delta i världens största travlopp Prix d'Amérique.

## Vinnare
| År   | Häst               | Land      | Tid    | Efter            | Kusk                  | Tränare             | Tvåa               | Trea               |
| ---- | ------------------ | --------- | ------ | ---------------- | --------------------- | ------------------- | ------------------ | ------------------ |
| 2025 | Idao de Tillard    | Frankrike | 1.09,8 | Severino         | Clément Duvaldestin   | Thierry Duvaldestin | Go On Boy          | Justin Bold        |
| 2024 | Gu d'Héripré       | Frankrike | 1.10,1 | Coktail Jet      | François Lagadeuc     | Fabrice Souloy      | Émeraude de Bais   | Ampia Mede SM      |
| 2023 | Délia du Pommereux | Frankrike | 1.09,6 | Niky             | Piérre-Yves Verva     | Sylvain Roger       | Flamme du Goutier  | Ampia Mede SM      |
| 2022 | Cokstile           | Norge     | 1.10,9 | Quite Easy U.S.  | Gabriele Gelormini    | Erik Bondo          | Vivid Wise As      | Billie de Montfort |
| 2021 | Face Time Bourbon  | Frankrike | 1.10,4 | Ready Cash       | Björn Goop            | Sébastien Guarato   | Vivid Wise As      | Délia du Pommereux |
| 2020 | Billie de Montfort | Frankrike | 1.10,6 | Jasmin de Flore  | Gabriele Gelormini    | Sébastien Guarato   | Bahia Quesnot      | Vivid Wise As      |
| 2019 | Bold Eagle         | Frankrike | 1.11,8 | Ready Cash       | Franck Nivard         | Sébastien Guarato   | Readly Express     | Uza Josselyn       |
| 2018 | Bold Eagle         | Frankrike | 1.10,5 | Ready Cash       | Franck Nivard         | Sébastien Guarato   | Briac Dark         | Billie de Montfort |
| 2017 | Bold Eagle         | Frankrike | 1.12,1 | Ready Cash       | Franck Nivard         | Sébastien Guarato   | Timoko             | Booster Winner     |
| 2016 | Timoko             | Frankrike | 1.11,7 | Imoko            | Björn Goop            | Richard Westerink   | Amiral Sacha       | Univers de Pan     |
| 2015 | Solvato            | USA       | 1.12,4 | Donato Hanover   | Örjan Kihlström       | Veijo Heiskanen     | Up And Quick       | Tiégo d'Étang      |
| 2014 | Texas Charm        | Frankrike | 1.10,0 | Cygnus d'Odyssée | Julien Dubois         | Philippe Moulin     | Triode de Fellière | Ready Cash         |
| 2013 | Ready Cash         | Frankrike | 1.10,8 | Indy de Vive     | Franck Nivard         | Thierry Duvaldestin | Royal Dream        | Timoko             |
| 2012 | Ready Cash         | Frankrike | 1.10,6 | Indy de Vive     | Franck Nivard         | Thierry Duvaldestin | Main Wise As       | Private Love       |
| 2011 | Ready Cash         | Frankrike | 1.11,5 | Indy de Vive     | Pierre Vercruysse     | Thierry Duvaldestin | Olga du Biwetz     | Oyonnax            |
| 2010 | Olga du Biwetz     | Frankrike | 1.12,6 | Cézio Josselyn   | Jean-Michel Bazire    | Fabrice Souloy      | Meaulnes du Corta  | Première Steed     |
| 2009 | Meaulnes du Corta  | Frankrike | 1'11"4 | Voici du Niel    | Pierre Levesque       | Pierre Levesque     | Offshore Dream     | Olga du Biwetz     |
| 2008 | Meaulnes du Corta  | Frankrike | 1'12"7 | Voici du Niel    | Pierre Levesque       | Pierre Levesque     | Kool du Caux       | Exploit Caf        |
| 2007 | Kesaco Phedo       | Frankrike | 1'10"8 | Caballio in Blue | Michel Lenoir         | Jean-Michel Bazire  | Laura d'Amour      | Kool du Caux       |
| 2006 | Kazire de Guez     | Frankrike | 1'12"8 | Udo de Touraine  | Stéphane Delasalle    | Jean-Michel Bazire  | Joyau d'Amour      | Gigant Neo         |
| 2005 | Jag de Bellouet    | Frankrike | 1'11"7 | Viking's Way     | Christophe Gallier    | Christophe Gallier  | Jaminska           | Civil Action       |
| 2004 | Kesaco Phedo       | Frankrike | 1'11"9 | Caballio in Blue | Jean-Michel Bazire    | Jean-Michel Bazire  | Ilster d'Espiens   | Holographie        |
| 2003 | Insert Gédé        | Frankrike | 1'12"2 | Jet du Vivier    | Yves Dreux            | Jean-Luc Bigeon     | Général du Pommeau | Ilster d'Espiens   |
| 2002 | Insert Gédé        | Frankrike | 1'12"2 | Jet du Vivier    | Yves Dreux            | Jean-Luc Bigeon     | Général du Pommeau | Fan Idole          |
| 2001 | First de Retz      | Frankrike | 1'13"9 | Podosis          | Pierre Levesque       | Philippe Allaire    | Hermès de Péricard | Fan Idole          |
| 2000 | Giant Cat          | Frankrike | 1'13"1 | Quito de Talonay | Nicolas Roussel       | Nicolas Roussel     | Draga              | Remington Crown    |
| 1999 | Moni Maker         | USA       | 1'12"5 | Speedy Crown     | Jean-Michel Bazire    | Jimmy Takter        | Capitole           | Défi d'Aunou       |
| 1998 | Défi d'Aunou       | Frankrike | 1'13"  | Armbro Goal      | Jean-Étienne Dubois   | Jean-Étienne Dubois | Echo               | Capitole           |
| 1997 | Abo Volo           | Frankrike | 1'15"3 | Lurabo           | Joseph Verbeeck       | Paul Viel           | Coktail Jet        | Mr Spender         |
| 1996 | Bonheur de Tillard | Frankrike | 1'16"3 | Podosis          | Jean-Claude Hallais   | Jean-Claude Hallais | Arnaqueur          | Coktail Jet        |
| 1995 | Vourasie           | Frankrike | 1'13"6 | Fakir du Vivier  | Bernard Oger          | Léopold Verroken    | Bonheur de Tillard | Bahama             |
| 1994 | Vourasie           | Frankrike | 1'14"9 | Fakir du Vivier  | Bernard Oger          | Léopold Verroken    | Arnaqueur          | Uno Atout          |
| 1993 | Uka des Champs     | Frankrike | 1'15"1 | Jet de Prapin    | Thierry Leveau        | Thierry Leveau      | Vallée du Loir     | Vrai Lutin         |
| 1992 | Ursulo de Crouay   | Frankrike | 1'14"3 | Mivus            | Joël Hallais          | Joël Hallais        | Rêve d'Udon        | Réussite de Rozoy  |
| 1991 | Réussite de Rozoy  | Frankrike | 1'14"8 | Chambon P        | Roger Baudron         | Roger Baudron       | Rêve d'Udon        | Shalom             |
| 1990 | Rêve d'Udon        | Frankrike | 1'16"3 | Éjakval          | Yves Dreux            | Bernard Desmontils  | Pussy Cat          | Sebrazac           |
| 1989 | Ourasi             | Frankrike | 1'15"7 | Greyhound        | Jean-René Gougeon     | Jean-René Gougeon   | Poroto             | Rêve d'Udon        |
| 1988 | Ourasi             | Frankrike | 1'16"  | Greyhound        | Jean-René Gougeon     | Jean-René Gougeon   | Quartz             | Mon Tourbillon     |
| 1987 | Ourasi             | Frankrike | 1'15"1 | Greyhound        | Jean-René Gougeon     | Jean-René Gougeon   | Minou du Donjon    | Ogorek             |
| 1986 | Noble Atout        | Frankrike | 1'16"  | Ura              | Jan Kruithof          | Jan Kruithof        | Néric Barbès       | Major de Brion     |
| 1985 | Khali de Vrie      | Frankrike | 1'16"3 | Quirinus III     | Roger Baudron         | Roger Baudron       | Landoas            | Minou du Donjon    |
| 1984 | Lurabo             | Frankrike | 1'15"9 | Ura              | Michel-Marcel Gougeon | Jean-Lou Peupion    | Larabello          | Mon Tourbillon     |
| 1983 | Khali de Vrie      | Frankrike | 1'16"2 | Quirinus III     | Roger Baudron         | Roger Baudron       | Katinka            | Lutin d'Isigny     |
| 1982 | Kisin              | Frankrike | 1'17"1 | Vallenay         | Léopold Verroken      | Léopold Verroken    | Jézabel d'Ouches   | Istraéki           |
| 1981 | Ianthin            | Frankrike | 1'18"  | Vésuve T         | Paul Delanoé          | Paul Delanoé        | Istraéki           | Ino Ludois         |
| 1980 | Hillion Brillouard | Frankrike | 1'17"3 | Raskolnikov Z    | Pierre Allaire        | Charles Rivière     | Hadol du Vivier    | Gadamès            |
| 1979 | Fadet              | Frankrike | 1'16"6 | Nouvel Atout II  | Jean-Claude Hallais   | Jean-Claude Hallais | Gamélia            | Fakir du Vivier    |
| 1978 | Hadol du Vivier    | Frankrike | 1'16"8 | Mitsouko         | Jean-René Gougeon     | Gérard Mascle       | Fakir du Vivier    | Grandpré           |